# 努斯拉特·加尼

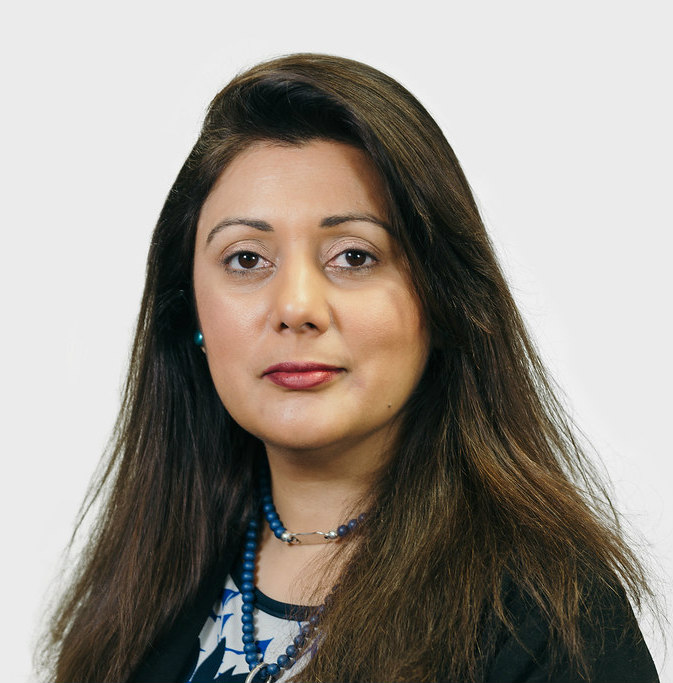

努斯拉特·加尼（英語：Nusrat Munir Ul-Ghani；克什米爾語：نصرت منیر الغنی‬；1972年9月1日—），巴基斯坦裔英国保守党政治家，自2015年起任威尔登国会选区议员，她曾担任英国交通部和财政部的主专员。2021年4月22日，英國下議院在無議員反對的情況下投票通過了由努斯拉特·加尼提出的一項動議，確認新疆的維吾爾人遭受反人類罪和種族滅絕罪。对此，加尼表示“在这些暴行继续的时候，我们无法与中国继续‘照常营业’。政府现在必须采取紧急行动，以确保我们的供应链不受维吾尔族强迫劳动制成的商品的污染。”
2021年3月26日，中华人民共和国宣佈制裁英國9人及4個實體，加尼是其中1人。